# Bauduen
 Bauduen  es una población y comuna francesa, en la región de Provenza-Alpes-Costa Azul, departamento de Var, en el distrito de Brignoles y cantón de Aups.

## Demografía
| 168 | 131 | 149 | 184 | 240 | 272 | 297 |
| Para los censos de 1962 a 1999 la población legal corresponde a la población sin duplicidades (Fuente: INSEE [Consultar]) |     |     |     |     |     |     |